# نیروگاه هسته‌ای ویساگیناس
نیروگاه هسته‌ای ویساگیناس (به لاتین: Visaginas Nuclear Power Plant) یک نیروگاه هسته‌ای در لیتوانی است که در ویساگیناس واقع شده‌است.